# Саймон, Нил
Марвин Нил Саймон (англ. Marvin Neil Simon; 4 июля 1927 — 26 августа 2018) — американский драматург и сценарист.

## Биография
Нил Саймон родился 4 июля 1927 года в Бруклине. После демобилизации в 1946 году учился в Нью-Йоркском и Денверском университетах. Вместе с братом Дэнни стал работать на телевидении, сочиняя скетчи для мастеров развлекательного жанра. В 1950-е писал скетчи к развлекательной телепрограмме «Ваше лучшее шоу» в соавторстве с Вуди Алленом, Мелом Бруксом и др.
Первая пьеса Нила Саймона и его брата, комедия «Приди и протруби в свой рог» (Come Blow Your Horn), была поставлена в 1961 году на Бродвее. В 1962 году он самостоятельно написал либретто к мюзиклу «Маленький я» (Little Me) по роману Патрика Денниса, а в 1963-м — пьесу «Босиком по парку» (Barefoot in the Park), которая принесла ему популярность.
В 1965 году Нил Саймон получает премию «Тони» за пьесу «Странная пара» (The Odd Couple). В сезоне 1966/1967 годов на Бродвее уже играют одновременно четыре пьесы Саймона: «Босиком по парку», «Странная пара», «Милая Чарити» (Sweet Charity), «Девушка, усыпанная звёздами» (The Star-Spangled Girl).
В 1970-е Саймон ежегодно пишет новые пьесы, причём многие из них в эти же годы были экранизированы (сценарии к фильмам драматург писал сам): «Пышная дама» (The Gingerbread Lady, 1970; фильм «Только когда я смеюсь», 1981), «Узник Второй авеню» (The Prisoner of Second Avenue, 1971; фильм 1975), «Солнечные мальчики» (The Sunshine Boys, 1972; фильм 1975), «Номер в калифорнийском отеле» (California Suite, 1976; фильм 1979). В 1973 году Саймон пишет мюзикл «Добрый доктор» (The Good Doctor) по рассказам А. П. Чехова.
В 1980-х Саймон ставит автобиографическую трилогию «Воспоминания о Брайтон-Бич» (Brighton Beach Memoirs, 1983; фильм 1986), «Билокси блюз» (Biloxi Blues, 1985; фильм 1988) и «Границы Бродвея» (Broadway Bound, 1986). Прочие постановки в этот период не имели особого успеха, однако уже в начале 90-х комедия «Затерявшись в Йонкерсе» (Lost in Yonkers) приносит ему очередную премию «Тони» и Пулитцеровскую премию.
Помимо пьес Саймон писал киносценарии и телепьесы. В 1996 году он издает книгу воспоминаний «Переписанное».
Умер на 92-м году жизни в одной из больниц на Манхэттене от осложнений, полученных после пневмонии.

## Признание и награды
- 1965 — премия «Тони», пьеса «Странная пара».
- 1967 — Evening Standard Award, пьеса «Босиком по парку».
- 1978 — «Золотой глобус» в номинации «Лучший оригинальный сценарий», фильм «До свидания, дорогая».
- 1985 — премия «Тони», пьеса «Билокси Блюз».
- 1989 — American Comedy Awards Lifetime Achievement.
- 1991 — за пьесу «Затерявшиеся в Йонкерсе»:
  - Drama Desk Award for Outstanding New Play;
  - Пулитцеровская премия в номинации «За драматическое произведение для театра»;
  - премия «Тони».
- 1995 — Премия Центра Кеннеди.
- 2006 — Mark Twain Prize for American Humor.

## Творчество

### Пьесы
- 1961 — «Приди и протруби в свой рог» / Come Blow Your Horn
- 1962 — «Маленькая я» / Little Me
- 1963 — «Босиком по парку» / Barefoot in the Park — в 1967 пьеса была экранизирована, а в 2010 году была поставлена в Театре имени Пушкина.
- 1965 — «Странная пара» / The Odd Couple
- 1966 — «Милая Чарити» / Sweet Charity
- 1966 — «Девушка, усыпанная звёздами» / The Star-Spangled Girl
- 1968 — «Номер в отеле „Плаза“» / Plaza Suite
- 1968 — «Одни обещания» / Promises, Promises
- 1969 — «Последний пылкий влюблённый» / The Last of the Red Hot Lovers
- 1970 — «Пышная дама» / The Gingerbread Lady
- 1971 — «Узник Второй авеню» / The Prisoner of Second Avenue
- 1972 — «Комики» («Солнечные мальчики») / The Sunshine Boys
- 1973 — «Добрый доктор» / The Good Doctor
- 1974 — «Богоизбранный» / God’s Favorite
- 1976 — «Номер в калифорнийском отеле» / California Suite
- 1977 — «Вторая глава» / Chapter Two (1977)
- 1979 — «Они играют нашу песню» / They’re Playing Our Song
- 1980 — I Ought to Be in Pictures
- 1981 — «Дураки» / Fools
- 1983 — «Воспоминания о Брайтон-Бич» / Brighton Beach Memoirs
- 1985 — «Билокси блюз» / Biloxi Blues
- 1986 — «Странная пара» /The Odd Couple (женская версия)
- 1986 — «Границы Бродвея» / Broadway Bound
- 1988 — «Слухи» / Rumors
- 1991 — «Затерявшись в Йонкерсе» / Lost in Yonkers
- 1992 — «Женщины Джейка» / Jake’s Women
- 1993 — «До свидания, дорогая» / The Goodbye Girl
- 1993 — «Смех на 23-м этаже» / Laughter on the 23rd Floor
- 1995 — «Номер в лондонском отеле» / London Suite
- 1997 — «Предложения» / Proposals
- 2000 — «Банкет» («Званый обед») / The Dinner Party
- 2001 — 45 Seconds from Broadway
- 2003 — Rose’s Dilemma

### Сценарии
- 1963 — Come Blow Your Horn
- 1966 — В погоне за «Лисом» / After the Fox
- 1967 — Босиком по парку / Barefoot in the Park
- 1968 — The Odd Couple
- 1969 — Sweet Charity
- 1970 — The Out-of-Towners
- 1971 — Номер в отеле „Плаза“
- 1972 — The Last of the Red Hot Lovers
- 1972 — Разбивающий сердца (фильм) / The Heartbreak Kid
- 1975 — The Prisoner of Second Avenue
- 1975 — The Sunshine Boys
- 1976 — Ужин с убийством / Murder by Death
- 1977 — До свидания, дорогая / The Goodbye Girl
- 1978 — Дешёвый детектив / The Cheap Detective
- 1978 — California Suite
- 1978 — Глава вторая / Chapter Two
- 1980 — Seems Like Old Times
- 1981 — Only When I Laugh
- 1982 — I Ought to Be in Pictures
- 1983 — Max Dugan Returns
- 1984 — Бобыль / The Lonely Guy
- 1985 — The Slugger’s Wife
- 1986 — Brighton Beach Memoirs
- 1988 — Билокси Блюз / Biloxi Blues
- 1991 — Привычка жениться / The Marrying Man
- 1993 — Lost in Yonkers
- 1995 — The Sunshine Boys
- 1998 — The Odd Couple II
- 2004 — The Goodbye Girl

### Прочее
- 1996 — «Переписанное» / Rewrites